# Phùng Công Minh
Phùng Công Minh (Lang Son, Vietnam, 27 de septiembre de 1985) es un exfutbolista de Vietnam que jugaba en la posición de centrocampista.

## Carrera

### Club
| Periodo   | Club               | Apariciones | Goles |
| --------- | ------------------ | ----------- | ----- |
| 2004-2005 | DongA Bank         | 20          | 3     |
| 2006–2013 | Becamex Bình Dương | 97          | 12    |

### Selección nacional
Jugó para Vietnam en 3 ocasiones de 2007 a 2008 y participó en la Copa Asiática 2007.

## Logros
- V.League 1 (2): 2007, 2008
- Supercopa de Vietnam (2): 2007, 2008